# Mozart: Hegedűverseny No. 7
Wolfgang Amadeus Mozart egyik kétséges darabja a K. 271a (K3-tól K271i) jelzésű D-dúr („Kolb”) hegedűverseny.

## Az alapszituáció: a két másolat
A cikk tárgyát képező zenemű kézirata eddig nem került elő, viszont két különböző forrásból ismerjük, ráadásul ezek nem teljesen egyeznek meg.
- Aloys Fuchs kollekciójában egy teljes partitúramásolatot találtak (jelenleg a Porosz Állami Könyvtárban, Berlinben található).
- Partitúrát nem, de külön stimmeket találtak Párizsban is, ezek Eugene Sauzay (egy párizsi hegedűs) által készültek 1837-ben tanára és apósa, Pierre Baillot számára, abból a kéziratból, amelyek feltehetőleg François Antoine Habeneck tulajdonát képezték (ő egy híres párizsi karmester és hegedűs volt a 19. században, szintén Baillot tanítványa).

Semmit nem tudni arról, hogy Fuchs milyen forrásból készítette másolatát. Ez áll a katalógusában a műről: „Hegedűverseny – zenekari kísérettel, amelynek kézirata Salzburgban található? Az autentikusságának megállapítása még hátravan.”. A legfontosabb másolási „hiba” (?), hogy a hangszerek nem a szokásos mozarti sorrend szerint vannak leírva, például a szólista szólama a legutolsó sorban van.
A párizsi változatra a következő van ráírva: „Versenymű hegedűre, írta Wolfgang Amadee Mozart, Salzburgban, 1777. július 16-án. Euguene Sauzay másolata a szerző kéziratáról, amely most, 1837-ben Mr. Habeneck tulajdona”. Robert Levin kimutatta, hogy a Fuchs-féle elrendezéssel ellentétben, egy utólag beragasztott papír pontosan jelzi, hogy Mozart milyen sorrendben írta le a hangszereket, valamint a kürtnél jelöli a szolmizációt, ahogy a többi hegedűversenyében teszi. Mivel Mozart egyetlen másik hegedűversenye se került kiadásra ebben az időben, ez a véletlen felbukkanás nem magyarázható meg egyszerűen. A művet egyébként Albert Kopfermann adta ki először, 1907-ben; ez a kiadás a Fuchs-féle másolaton alapszik.

## Talányok
Hogyan és miért szerezte meg Sauzay a kottát, és miért másolta le (ha tényleg a kéziratot másolta)? „Visszaemlékezések” c. írásában Sauzay arról ír, hogy a lakásukon feleségével közösen Mozart-koncerteket néztek át. Mivel Augustine Sauzay kiváló zongorista volt, itt valószínűleg zongoraversenyekről van szó, de valószínűleg a hegedűverseny is ehhez az alkalomhoz illik, esetleg egy kamarafeldolgozáson törték a fejüket.
Hogy hogy került a versenymű kézirata Párizsba, az megállapíthatatlan. Egyesek szerint Mozart eladta a kottát valakinek Párizsban; mások Mozart a zongorista Marie Bigot de Moragues-szel való barátságát (ő egyébként Sauzay barátja volt) is okként sorolják fel, mivel férje kottákat adott ki Bécsben. Sauzay vagy Baillot talán elő is adta a művet Párizsban. Ezt abból szűrték le, hogy 2 kadenciát találtak a párizsi kottákhoz csatolva; ezek talán Baillot művei. Még egy kadencia is található benne, talán Sauzayé. Az abban az időben uralkodó francia szokásokhoz igazodva a fúvós szólamok a zongorának külön lapra van leírva, amelynek talán a karmester/hegedűs Alexander Boëly a megalkotója. A Sauzay- és Fuchs-kópiák között egy 37 ütemes eltérés mutatkozik a 3 tétel végén, Fuchs javára. Fuchs másolata mindegyik tételhez tartalmazott kadenciákat, Kopfermann szerint nem Mozarttól származókat, ezért ki se lett nyomtatva. Az, hogy Mozart a plusz 37 ütemet lerövidítette hétre, autentikus eseménynek tűnik az 1778. szeptember 11-i Mozart levéllel összehasonlítva: „Ha lesz időm, néhány hegedűversenyemet át kellene hangszerelnem, ill. le kellene rövidítenem.”

## Magyarázatok az alapszituáció megoldására

### Köchel jegyzék második revíziója
Ludwig von Köchel nem is ismerte ezt a versenyműevet, ezért az első Köchel-jegyzékben nem is szerepelt. A K2-ben (1905) Walderese a K271a alá helyezte, 1777. július 16-i keletkezési dátummal feltüntetve, és megjegyezte, hogy az elveszett kézirat Habeneck tulajdonát képezte 1837-ben. 1907-es publikációja (és november 4-i drezdai bemutatója után) a tudósok felszólaltak az autentikussága ellen. Egyikük, St. Foix nem vonta kétségbe a hitelességet, de azt feltételezte, hogy ez nem az eredeti mű, hanem egy 1779-es vagy 1780-as mozarti átirat. Mások annyit mondtak, hogy Mozart csak a „magját” írta meg a darabnak, más fejezte be.

### Rudolf Gerber magyarázata
Rudolf Gerber 1934 áprilisában egy másik kiadást adott ki, nem megkérdőjelezve hitelességét és részletezte a Finale végső témája és a Les Petits Riens gavott (először A. Heuss 1907-ben tudósított róla) közti kapcsolatot, ill. a K. 211-es koncertező rokon első tétel főtémát. Ezek mellett 1932-ben Yehudi Menuhin George Enescu kadenciával egy felvételt is készített belőle.

### Harmadik Köchel-jegyzék átdolgozás, Alfred Einstein
Alfred Einstein megtartotta a versenymű számát a K3-ban is (átszámozta K271i-re – nem a dátum változása miatt, hanem az előtte levő számváltozások miatt), de megjegyezte, hogy valószínűleg ez egy más által feldolgozott Mozart-versenymű, viszont az 1777-es eredeti verziót nem lehet rekonstruálni.
Több tudós a magas fekvések használatát kritizálta. Mások a lassú tétel pizzicatóit, megint mások a decimafogásokat kifogásolták. Einstein ezt úgy magyarázta, hogy ezen elemek a 19. század folyamán kerültek bele a műbe.

### Blume feltételezései
Friedrich Blume teljes mellszélességgel kiállt az autentikusság mellett, a mozarti passzázsok, témák, harmóniák és hangszerelés miatt. Megállapította, hogy voltak már jelek egy újabb versenyműre a divertimentókban és a szerenádokban, és egy versenyműt a merészen új technikai megoldásai miatt nem kéne kritizálni. Blume említést tett Einstein elméletéről, amit mindjárt kritizált is.

### Carl Bär megállapításai
1963-ban Carl Bär egy tanulmányában szintén kiállt a hitelesség mellett. Felidézte a Joachim von Schiedenhofen naplójából való részleteket, amelyek szerint 1777. július 25-én Gussetséknél Mozart-műveket adtak elő, többek között egy szimfóniát, egy hegedűversenyt – ahol a szólót az ifjú Mozart játszotta – és egy fuvolaversenyt; Bär szerint a K271a koncertről van szó, amely erre az alkalomra íródott. Bär ezenkívül azt is megállapította, hogy Wolfgang Leopold Mozartnak 1777. szeptember 18-án írt levelében is erre a koncertre utalt, mely szerint a „Herr Kolb” által játszott versenymű a K271a volt (innen a mű beceneve). Leopold másszor is említést tesz a Kolbnak írt hegedűversenyről, például 1778. augusztus 8-án, és valószínűleg ez is ugyanaz a D-dúr versenymű. Az 1778. április 13-ai Leopold Mozart levélben előbukkanó állítás, mely szerint Czernin báró – aki 1775 áprilisa óta tartózkodott Salzburgban – nem hallotta Kolbot még hegedülni; Bär ezáltal kizárja, hogy a Kolbnak írott koncertek egyike az 1775-ös „kvintettnek”.
Ez a rész az előző fejezet része is lehetne, de itt kell megemlíteni, hogy az se biztos, hogy maga Kolb ki volt. Franz Xavier Kolb (1731–1782) volt az első személy, akire gondoltak. Ennek ellenére Bär szerint valamelyik fia valószínűbb – Joachim (1752-es születésű) vagy Johann Andreas, aki öccsénél öt évvel idősebb volt. Bär Johann Andreast jelöli meg a lehetséges „Herr Kolb”-nak, aki egyébként amatőr volt, és valószínűleg nem volt nagy repertoárja és ezért Mozart versenyművét játszotta (amit – Bär szerint – közvetlenül Salzburg elhagyása előtt kapott kézhez).
Bär a komponálási időt június 16. – a második Lodronéknak szánt éjszakai muzsika előadása (K. 287/271H) – és Nannerl névnapja, július 26. közé helyezi, évnek 1777-et jelöli. Bär szerint a dátumozás is igazolja az autentikusságot. Az olasz fejléc, a „Salisburgo li 16 di Luglio 1777” nagyon hasonlít az abban az időben keletkezett művek dátumozására, és bárki írta oda a fejlécet, semmi se zárja ki, hogy Mozart ebben az időben hegedűversenyt írjon.

### Ernest Hess a hitelesség ellen
Mindezek ellenére Ernest Hess a komponálási hibák magas számára, a nem igazán Mozartos fordulatokra, hangszerelési gyengeségekre, jelentéssel nem bíró szekvenciákra és hasonló elemekre (amiket maga Mozart a saját Ein musikalisches Spaß című művében ki is parodizált, mint más szerzők gyengeségeit) hivatkozva elutasította a hitelességet.
A Köchel-jegyzék 6-os revíziója megtartotta a mű helyét a katalógus fő részében (nem került a függelékbe), és a megjegyzésrovatot is csak Hess állításával egészítette ki.

### Mahling, Schmid és az NMA
Christoph-Hellmut Mahling 1978-ban röviden kifejtette, hogy szerinte Mozart egy kortársa hegedűversenyét másolta le. Konklúzióként levonta, hogy ahogy egyre több részlet kerül elő, úgy nő a megválaszolatlan kérdések száma. „Egy dolog viszont majdnem biztos: A K271i hegedűverseny rejtélye még nem oldódott meg.”
1980-ban a Neue Mozart Ausgabe, azaz Új Mozart-kiadás (melyet Mahling szerkesztett) a kétséges hitelességű műek közé sorolja a művet. A fentebb említett kadenciák mindegyike szerepel az NMA függelékében.
Manfred Hermann Schmid (Mozart Studien 1999 című írásában) elsősorban formai és technikai okokra hivatkozva kinyilvánítja, hogy a mű nem hiteles: „Az egész K271i versenymű alatt azt érzem, hogy ez nem olyan zene, amit komolyan Mozartnak lehet tulajdonítani”. Schmid ugyan elismeri az 1780 körüli keletkezési dátumot, de kinyilvánítja, hogy más formák és megoldások jellemzik, mint Mozart zenéjét.
Mahling a 2001-es Mozart-Jahrbuchban újabb megállapításokat közölt. Először is leírta az eddigi tényeket, feltételezéseket, majd elárulta a legfrissebb információkat. Ha azt feltételezzük, hogy átirat, akkor ki lehet a mű eredeti szerzője? Baillot koncertjeivel összehasonlítva Mahling kimutatta, hogy a szóló struktúrája nagyon eltérő. Mahling szerint a cikk tárgya inkább Rodolphe Kreutzer (1766–1831) műveire hasonlít, például a G-dúr Violon Concerto Nr. 1-re, amely 1783-1784 körül keletkezett. (Kreutzer 1783 és 1810 között 19 hegedűversenyt írt.) Mahling szerint a ritka magas fekvések a szólóhegedűben francia hatásra utalnak, mégpedig Baillot és Kreutzer, ill. társaik műveire, amelyekkel az új hegedűmetódust akarták elterjeszteni. Ennek ellenére ezek a magas hangok gyakran „motiválatlanok”, semmi kapcsolatuk nincs a darab többi részével, és nem részei a mű struktúrájának. Mahling azt is leszögezte, hogy ami a koncertben nem Mozartos elem, azt később a francia zeneszerzési iskolában gyakran használták. A fentebb említett szokatlan pengetés például a d-moll Symphonie Concertante 2 hegedűre (Op. 38, 1816-ból) elején van, melynek szerzője Baillot. Ezek mellett az „Allegro maestoso” tempójelzés, amely itt az első tételnek a tempója, csak a későbbi Mozart-zongoraversenyekben fordul elő, de egyik hegedűversenyében sem (ez félig-meddig egy elég, akár nem tudósok számára is észrevehető kisebb tévedés, mivel például az ezen időszakban írt Sinfonia Concertante hegedűre, brácsára és zenekarra c. mű első tételének is ez a tempójelzése) – viszont kedvelt a francia régiókban. A „méltóságteljes kezdés”, ill. a pontozott hangok – Mahling állításához igazodva – a francia nyitány jellemzői. Ha a mű „átirat”, Mahling szerint Baillot vagy Kruetzer műve, és az 1830 körüli időkből származik.
Konklúzióként összefoglalva a nyitott kérdéseket:
- A szólóstimm formája és felépítése mellett elfogadhatjuk-e Mozart szerzőségét, de nem illesztve a koncertet az 1775-ösök mellé?
- Vagy Mozart csak átírta egyik kortársa művét?
- Vagy az ellenkezője, valaki kiegészítésekkel „írta át” Mozart művét egyik lapról a másikra? Ily módon Mozart szolgáltatta az „alapanyagot”, amely ma egész más köntösben található meg?
- Vagy egy ismeretlen, Mozartnak hitt későbbi szerző műve, vagy csak hibásan neki tulajdonítják?
- Vagy ez egy hamisítvány (mint például az Adelaide Concerto)?

### Cseh szerző?
Kevin Bazzana Richard Kapp az erről a koncertről készült CD-felvétel papírjában azt állítja, hogy van egy ötlete a származását illetően. Kapp kijelentette, hogy a felvétel ideje alatt Cseh Filharmonikusok Kamarazenekarának tagja elkezdtek nevetni, amikor játszani kellett a darabot, mivel állítólag a rondó egy karácsonyi éneken alapszik. Így a mű egy cseh szerző tollából is származhat. Ez is egy fontos eleme lehet a megoldásnak.

## Magáról a műről
A mű egyébként a klasszikus versenymű felépítését követi, három tételes (gyors-lassú-gyors) és kb. 30 perc hosszú. A tételei a következőek:
1. Allegro maestoso
2. Andante
3. Rondeau. Allegro

Az első tétel különös rokonságot mutat a „kis D-dúr” versenyművel.

### Egyebek
Általában a Fuchs-féle hosszabb változatot játsszák. Jean-Jacques Kantorow szokta egyedül a másolatban talált kadenciákat használni, a többiek általában sajátot, vagy másét.

## Külső hivatkozások
- K271a Violin Concerto in D – Dennis Pajot írása a Mozart Forumon Archiválva 2007. szeptember 26-i dátummal a Wayback Machine-ben